# Privilegio de los veinte
Si chiamava privilegio de los veinte, privilegio del daño por el daño o tortum per tortum un antico diritto medievale concesso il 5 febbraio 1129 da re Alfonso I d'Aragona alla città di Saragozza. Questo privilegio autorizzava i cittadini di Saragozza che avessero subito danni, a catturare e punire il colpevole, agendo sulle sue proprietà anche al di fuori della città. Dal momento che il governo municipale era governato da un comitato di "venti uomini migliori", questo diritto venne esercitato attraverso le decisioni che questi adottavano per atti commessi contro la città.
Anche se fu data un'estensione alla giurisdizione di Saragozza, con altri diritti che dovevano consentire la difesa della città (pascolo, registrazione ...), l'eccezionalità legale di questo privilegio non fu l'unica legge compresa nella propria legislazione poiché si applicava alle città che avevano seguito lo stesso regime sui beni di terzi. Il caso più simile fu quello di Tudela, che ebbe una legge simile, ma solo il privilegio di Saragozza riconosceva la capacità della città di esercitare la punizione, senza la presenza della giustizia reale. Il suo contributo fu parte della creazione, da parte della monarchia aragonese, del potere borghese per controbilanciare il potere della nobiltà, garantendo, con il reddito del commercio il ripopolamento di un territorio recentemente riconquistato ai musulmani.
Essendo una manifestazione del diritto medievale di guerra privata (come ad esempio il Fehde tedesco o il krvna osveta slavo), generò, come previsto, polemiche in altre popolazioni. Già all'inizio del XIII secolo fu a causa di conflitti con le città vicine, anche se il re ne confermò la sua validità. Alcune sentenze della Justicia de Aragón, alla fine del XIV secolo e all'inizio del XV, proibirono l'estensione di questo diritto e revocarono la sua concessione alla Comunidad de Aldeas de Calatayud confinante con l'Aragona. 
A Saragozza il consolidamento del potere reale ottenne un maggiore controllo sulla città, ma senza la revoca del privilegio. La scelta del governo municipale si evolse nel tempo, grazie alle riforme ai tempi di Giacomo I d'Aragona e più tardi di Ferdinando I d'Aragona. Allo stile tardo medievale, si applicarono metodi di cooptazione, assenso reale ed elezione indiretta attraverso le parrocchie di Saragozza per organizzare la vita civica, mentre la costruzione di uno Stato moderno nel XV secolo andava richiedendo l'abbandono dei diritti medievali di vendetta.
Tuttavia, ancora nel 1560 era in vigore il privilegio, come mostrato nella punizione della città sulle proprietà a Mozota e Mezalocha a seguito di una controversia. In generale, rimase, nel XVI secolo, come una delle peculiarità legali del Regno d'Aragona (come ad esempio il Privilegio de Manifestación), che il potere reale cercò di ridurre al minimo o aggirare. La sua scomparsa definitiva avvenne durante l'abolizione del regime di locazione con i Decreti di Nueva Planta di Filippo V nel 1707 e nel 1711.